# Carl Adolf Levisson
Carl Adolf Levisson, född 1810, död 1849, var en svensk författare. Han utgav översättningar och originalverk, varav några utgavs i nya upplagor, men hans namn är mindre känt, eftersom han utgav de flesta böckerna under pseudonym (Onkel Adolph) eller namnförkortning (C. A. L‑n). Han utgav böcker om lekar och förströelser och en barnbok, men även  en nyutgåva av Petrus Gaslanders vetenskapligt viktiga Beskrivning om swenska allmogens sinnelag, seder etc. från Västbo härad.

### Som översättare
- Masaniello eller upproret i Neapel 1647 av Edme‑Théodore Bourg (1834)
- Carl den nionde och hugonotterne av Karl August Friedrich von Witzleben (1842)